# Louīs Stefanī
Louīs Stefanī (in greco: Λούης Στεφανή; 19 agosto 1969) è un ex calciatore cipriota, di ruolo centrocampista.

## Carriera
Ha giocato 6 partite per la Nazionale cipriota tra il 1992 e il 1994.